# Salvatore Caruso
Salvatore Caruso, detto Salvo o Sasà (Avola, 15 dicembre 1992), è un ex tennista italiano.
I suoi migliori risultati nei tornei del Grande Slam sono stati il terzo turno al Roland Garros nel 2019 e agli US Open nel 2020, anno in cui è stato anche finalista in doppio all'ATP 500 di Rio de Janeiro e semifinalista in singolare all'ATP 250 di Umago. Vanta due titoli in singolare e uno in doppio nel circuito Challenger e altri titoli nel circuito ITF. I suoi migliori piazzamenti nel ranking ATP sono la 76ª posizione in singolare nel novembre 2020 e la 166ª in doppio nel gennaio 2021.

## Carriera

### 2009-2012, inizi da professionista
Fa alcune apparizioni nel circuito juniores ITF senza ottenere particolari successi. Disputa i suoi primi due incontri tra i professionisti perdendo in due set al primo turno delle qualificazioni per il Challenger Città di Caltanissetta del 2009 e del 2010. Comincia a giocare con maggiore frequenza nell'estate del 2011 e in settembre vince il primo incontro tra i professionisti nel torneo ITF Futures Croatia F9. Il mese dopo arriva ai quarti del Futures F30 Italy. Nel luglio 2012 disputa la semifinale al Romania F6, persa in tre set contro Roberto Marcora, mentre raggiunge la prima finale ITF in agosto all'Italy F23, perdendo in 3 set contro Jan-Lennard Struff.

### 2013-2014: primi titoli Futures
Nell'aprile 2013 vince il suo primo titolo in carriera nel torneo di doppio del Futures Greece F3, in coppia con il canadese Erik Chvojka. In maggio perde in tre set la finale dell'Italy F7 contro Andres Molteni, con il quale si prende la rivincita in giugno battendolo al primo turno del Challenger di Caltanissetta, firmando la sua prima vittoria nel tabellone principale di un Challenger. Il 16 giugno vince il primo trofeo Futures in singolare, battendo Enrico Burzi per 7-6 6-7 6-0 nella finale del Padova Challenge Open (Italy F12). Il mese dopo vince due incontri nel tabellone principale del Challenger di Recanati e perde nei quarti in tre set da Thomas Fabbiano, che si aggiudicherà il trofeo. Con il secondo turno raggiunto in agosto al Challenger di Cordenons si porta alla 329ª posizione del ranking ATP. Esce al primo turno nei 5 tornei successivi e ottiene alcuni discreti risultati nei Futures di fine stagione.
Nel febbraio 2014 esordisce nelle qualificazioni di un torneo ATP al PBZ Zagreb Indoors 2014, perdendo al primo incontro. In marzo vince due tornei Futures di doppio all'Italy F4 e all'F7 in coppia con Omar Giacalone il primo e Filippo Baldi il secondo. In maggio tenta senza successo le qualificazioni per il singolare degli Internazionali d'Italia e per l'ATP 250 di Nizza. In ottobre vince il secondo Futures in carriera in singolare all'Italy F37 battendo in finale Gianluca Naso con il punteggio di 6-4, 7-5. Nell'arco della stagione, l'unico risultato di rilievo nei Challenger sono i quarti di finale a Recanati. Finisce l'annata in 455ª posizione.

### 2015: top 300 e primo successo contro un top 100
Nel maggio 2015 sfiora l'impresa di battere il nº 53 ATP Borna Ćorić nel primo turno delle qualificazioni per gli Internazionali d'Italia, perdendo l'incontro 6-4, 2-6, 6(5)–7. A fine mese perde la sua prima finale in doppio di un Challenger agli Internazionali Città di Vicenza in coppia con Federico Gaio. In luglio batte per la prima volta un top 100, il nº 62 Daniel Gimeno Traver, al primo turno del Challenger di San Benedetto, dove disputa la sua prima semifinale di categoria venendo sconfitto in due set da Alessandro Giannessi. Subito dopo arrivano i quarti di finale nel Challenger di Todi e la semifinale in quello di Biella, persa contro Andrej Martin, risultati che gli consentono di entrare nella top 300. In agosto vince il terzo titolo Futures all'Italy F21 di Bolzano. Con i quarti raggiunti in settembre al Challenger di Genova si piazza 206º nel ranking e chiude l'anno 227º.

### 2016: esordio nel circuito maggiore
Nel febbraio 2016 partecipa per la prima volta alle qualificazioni di un torneo del Grande Slam agli Australian Open, venendo subito eliminato. In aprile raggiunge i quarti nel Challenger di Napoli, a cui fa seguito un periodo con poche vittorie. In maggio esordisce nel tabellone principale di un torneo del circuito ATP grazie a una wild card agli Internazionali d'Italia, perdendo al primo turno contro Nick Kyrgios. In giugno fa il suo esordio nel tabellone di qualificazione a Wimbledon e viene eliminato al primo incontro. La serie di risultati negativi finisce in agosto quando all'Adriatic Challenger di Fano raggiunge la semifinale, che perde in due set contro João Souza. Una serie di buoni risultati a fine stagione, tra i quali la semifinale raggiunta in novembre agli Internazionali Città di Brescia, gli fanno risalire il ranking e termina il 2016 in 253ª posizione dopo essere stato 401º in settembre.

### 2017: due titoli Futures, primo titolo Challenger in doppio e top 200
In aprile vince due tornei Futures consecutivi a Santa Margherita di Pula e in maggio supera per la prima volta le qualificazioni di un torneo ATP all'Estoril Open, dove al primo turno del tabellone principale perde contro Kevin Anderson. Con questi risultati entra per la prima volta tra i top 200. In luglio conquista il suo primo titolo Challenger in doppio agli Internazionali di Tennis Città di Perugia in coppia con Jonathan Eysseric. Dopo la finale al Challenger di Biella persa in agosto contro Filip Krajinović, sale al 156º posto della classifica mondiale.  Termina l'anno al 204º posto in singolare e al 276º in doppio.

### 2018: primo titolo Challenger in singolare e prima vittoria ATP
Nel gennaio 2018 entra per la prima volta nel tabellone principale di un torneo del Grande Slam agli Australian Open, battendo nelle qualificazioni Maverick Banes, Norbert Gombos e Mathias Bourgue. Al primo turno del main draw viene sconfitto dal nº 100 ATP Malek Jaziri in cinque set dopo aver vinto i primi due. Un mese più tardi si qualifica per il tabellone principale dell'ATP 250 di Sofia battendo Luca Vanni e Martin Kližan, prima di arrendersi al primo turno del main draw contro Marcos Baghdatis per 6-7, 3-6. A giugno perde in semifinale agli Internazionali Città di Vicenza contro Matteo Donati. Poco dopo è Gianluigi Quinzi a sconfiggerlo in semifinale agli Internazionali di Tennis Città di Perugia. Il 2 settembre 2018 vince il suo primo titolo Challenger in singolare nel torneo Città di Como Challenger battendo in finale il nº 158 ATP Cristian Garín per 6-4, 6-3. Il risultato gli permette di scalare 51 posizioni nel ranking e portarsi al 167º posto. Al suo ultimo impegno stagionale, vince ad Anversa il primo incontro in un tabellone principale di un torneo ATP battendo in tre set Yuki Bhambri. Nel circuito Challenger di doppio giunge in finale a Firenze e in semifinale a Recanati e Como.  Termina l'anno al 158º posto in singolare ed al 291º in doppio.

### 2019: semifinale a Umago, terzo turno a Parigi e top 100
In marzo perde nei quarti da Lloyd Harris alle Challenger Series di Indian Wells, e in semifinale da Michail Kukuškin all'Arizona Tennis Classic di Phoenix — torneo a cui partecipano molti dei top 100 della classifica mondiale — dopo aver superato nei quarti il nº 21 ATP e testa di serie nº 1 David Goffin. A Phoenix approda in semifinale anche in doppio con Andrea Arnaboldi. Altri discreti risultati nei Challenger europei gli fanno ritoccare il best ranking arrivando in 147ª posizione in maggio. Nel torneo ATP dell'Estoril supera le qualificazioni battendo Pablo Cuevas, che viene ripescato come lucky loser e lo elimina al primo turno. Supera in maggio per la prima volta le qualificazioni al Roland Garros e vince il suo primo incontro nel main draw di una prova del Grande Slam battendo in quattro set Jaume Munar. Al secondo turno sconfigge la testa di serie nº 26 Gilles Simon con il punteggio di 6-1, 6-2, 6-4, mentre nei sedicesimi deve inchinarsi in tre set al n° 1 del mondo Novak Đoković, che comunque a fine gara loda la sua prestazione sostenendo che il risultato è bugiardo.
Supera le qualificazioni per la prima volta al torneo di Wimbledon e al primo turno viene sconfitto da Gilles Simon, che vendica la sconfitta di Parigi. Anche nell'ATP 250 di Umago supera le qualificazioni, e approda per la prima volta alla semifinale di un torneo del circuito maggiore. All'esordio elimina Corentin Moutet in due set. Negli ottavi di finale ha la meglio in tre partite sulla seconda testa di serie e n° 14 del mondo Borna Ćorić, ottenendo la prima vittoria in carriera nei confronti di un top 20. Nei quarti concede soltanto quattro giochi a Facundo Bagnis, per poi ritirarsi durante l'incontro di semifinale con Dušan Lajović, nº 36 del ranking mondiale, a causa di un problema fisico occorsogli nel finale del primo set. Torna a gareggiare sulla terra rossa nel circuito Challenger europeo, a settembre giunge in semifinale alla Copa Sevilla e viene sconfitto da Alejandro Davidovich Fokina. All'ATP 250 di San Pietroburgo supera al primo turno Thomas Fabbiano prima di arrendersi a Casper Ruud. Il 6 ottobre conquista a Barcellona il suo secondo torneo Challenger in carriera sconfiggendo in finale Jozef Kovalík, salendo così alla posizione numero 98 e diventando il 43º tennista italiano a entrare nella top 100. A fine ottobre giunge in semifinale al Challenger di Amburgo e chiude la stagione al 96º posto del ranking.

### 2020: terzo turno agli US Open, 76º nel ranking
Raggiunge il nuovo best ranking al 93º posto prima dell'inizio dei tornei del 2020. In gennaio supera le qualificazioni all'ATP 250 di Adelaide e viene eliminato al primo turno da Struff. Agli Australian Open 2020 entra per la prima volta nel tabellone principale di una prova del Grande Slam senza passare per le qualificazioni e al primo turno viene sconfitto da Tsitsipas. Ai primi di febbraio supera il primo turno dell'ATP 250 di Pune ed esce al secondo turno per mano di Jiří Veselý. Sconfitto in singolare al primo turno nell'ATP 500 di Rio de Janeiro, nel torneo di doppio arriva per la prima volta in una finale ATP nella quale, in coppia con Federico Gaio, viene sconfitto in due set da Granollers/Zeballos. Il risultato gli consente di passare dalla 712ª alla 182ª posizione nel ranking mondiale di doppio. Torna al successo in singolare nel primo turno dell'ATP 250 di Santiago del Cile contro Kovalík, per poi uscire al secondo turno per mano dell'argentino Delbonis. L'eliminazione negli ottavi di finale al Challenger di Indian Wells rappresenta la sua ultima apparizione prima della sospensione dell'attività internazionale a causa della pandemia di COVID-19.
Torna in campo a fine agosto al Cincinnati Masters, eccezionalmente giocato sui campi di Flushing Meadows a New York, supera le qualificazioni con i successi su Jannik Sinner e Thompson e al primo turno viene sconfitto da Krajinović. Agli US Open elimina James Duckworth al primo turno ed Ernesto Escobedo al secondo, accedendo per la prima volta in carriera al terzo turno, dove raccoglie solo 4 giochi contro Andrej Rublëv. Ottiene una wild card per gli Internazionali d'Italia e batte al primo turno Sandgren, ottenendo il primo successo in un Masters 1000, al secondo turno Đoković gli concede solo 5 giochi. Eliminato al primo turno al Roland Garros da Pella, raggiunge la quarta finale Challenger in carriera a Parma e viene sconfitto da Tiafoe. Dopo le eliminazioni al primo turno al Sardegna Open, ad Anversa e a Parigi-Bercy, chiude la stagione raggiungendo per la seconda volta in carriera i quarti di finale di un torneo ATP a Sofia, dove supera Kuzmanov e il nº 21 del mondo Auger-Aliassime prima di cedere a Gasquet; il risultato gli permette di chiudere l'anno con il nuovo best ranking ATP alla 76ª posizione.

### 2021, discesa nel ranking
A inizio stagione raggiunge con Andrea Vavassori la semifinale di doppio all'ATP 250 di Antalya, con la quale porta il best ranking di specialità alla 166ª posizione. Eliminato in singolare al terzo turno dell'ATP 250 di Melbourne 1, al secondo turno degli Australian Open viene sconfitto dal nº 17 ATP Fognini, che vince per 14-12 il tie break del quinto set. Nei tabelloni principali dei successivi dodici tornei – tra i quali l'Open di Francia e Wimbledon – vince un solo incontro a Monte Carlo, dove viene eliminato al secondo turno da Andrej Rublëv. Alla semifinale raggiunta al Challenger di Perugia seguono altre sconfitte al primo turno nei tornei ATP di Båstad, agli US Open e a San Diego, e già con l'eliminazione a Båstad esce dalla top 100. Torna a superare il primo turno a Indian Wells e al secondo raccoglie solo due giochi contro Aslan Karacev. Negli ultimi due mesi della stagione gioca in singolare solo due tornei Challenger e viene eliminato al primo turno in entrambi; a fine anno scende alla 157ª posizione del ranking, la peggiore dal novembre 2019. In ottobre perde in coppia con Federico Gaio la finale di doppio al Brest Challenger.

### 2022-2025, crollo nel ranking e ritiro
Inizia la stagione al Challenger di Bendigo e arriva in semifinale vincendo solo l'incontro di secondo turno, riceve un bye al primo turno e trae vantaggio dal forfait di Gastao Elias e dal ritiro di Hugo Grenier nei quarti, e raccoglie solo  quattro giochi nel match contro Ernesto Escobedo. Sconfitto al terzo turno di qualificazione agli Australian Open, viene ripescato come lucky loser ed eliminato al primo incontro del tabellone principale. Nel prosieguo della stagione non va oltre i quarti di finale nei tornei Challenger e non supera le rare qualificazioni disputate nei tornei ATP, a maggio esce dalla top 200 del ranking e a novembre dalla top 300.
Sceso alla 388ª posizione mondiale, nel febbraio 2023 si risolleva raggiungendo la prima semifinale Challenger dopo quella del gennaio 2022. La classifica torna precaria e a novembre torna a giocare i tornei ITF vincendo un M25 a Santa Margherita di Pula, nel suo primo titolo dopo il Challenger vinto a Barcellona quattro anni prima. Nel 2024 gioca soprattutto nel circuito ITF con alcune apparizioni nei Challenger senza conseguire molto successo. Tra fine marzo e fine settembre disputa solo tre tornei e rimane inattivo nel periodo successivo. Nel febbraio 2025 esce dalla top 1000. Il 29 aprile dello stesso anno annuncia il ritiro dal tennis professionistico al primo turno di pre qualificazioni degli Internazionali d'Italia.

## Statistiche
Aggiornate al 31 marzo 2025.

### Doppio

#### Finali perse (1)
| Legenda              |
| Grande Slam (0)      |
| ATP Finals (0)       |
| ATP Masters 1000 (0) |
| ATP Tour 500 (1)     |
| ATP Tour 250 (0)     |

| N. | Data             | Torneo                   | Superficie  | Compagno      | Avversario in finale               | Punteggio        |
| 1. | 23 febbraio 2020 | Rio Open, Rio de Janeiro | Terra rossa | Federico Gaio | Marcel Granollers Horacio Zeballos | 4-6, 7-5, [7-10] |

### Tornei minori

#### Singolare

##### Titoli (8)
| Legenda tornei minori |
| Challenger (2)        |
| ITF (6)               |

| N. | Data             | Torneo                              | Superficie  | Avversario in finale | Punteggio     |
| 1. | 16 giugno 2013   | Italy F12, Padova                   | Terra rossa | Enrico Burzi         | 7-6, 6-7, 6-0 |
| 2. | 26 ottobre 2014  | Italy F37, Santa Margherita di Pula | Terra rossa | Gianluca Naso        | 6-4, 7-5      |
| 3. | 9 agosto 2015    | Italy F21, Bolzano                  | Terra rossa | Marco Bortolotti     | 6-3, 6-4      |
| 4. | 9 aprile 2017    | Italy F7, Santa Margherita di Pula  | Terra rossa | Andrea Collarini     | 7-5, 6-3      |
| 5. | 23 aprile 2017   | Italy F9, Santa Margherita di Pula  | Terra rossa | Guilherme Clezar     | 6-3, 6-3      |
| 6. | 2 settembre 2018 | Città di Como Challenger, Como      | Terra rossa | Cristian Garín       | 7-5, 6-4      |
| 7. | 6 ottobre 2019   | Sánchez-Casal Cup, Barcellona       | Terra rossa | Jozef Kovalík        | 6-4, 6-2      |
| 8. | 15 ottobre 2023  | M25 Santa Margherita di Pula        | Terra rossa | Marcello Serafini    | 6-7, 7-6, 6-3 |

#### Doppio

##### Titoli (5)
| Legenda tornei minori |
| Challenger (1)        |
| Futures (4)           |

| N. | Data            | Torneo                                             | Superficie  | Compagno          | Avversari in finale                    | Punteggio        |
| 1. | 21 aprile 2013  | Greece F3, Heraklion                               | Cemento     | Erik Chvojka      | Julien Cagnina Germain Gigounon        | 6-2, 6-2         |
| 2. | 9 marzo 2014    | Italy F4, Palermo                                  | Terra rossa | Omar Giacalone    | Davide Melchiorre Riccardo Sinicropi   | 6-1, 6-3         |
| 3. | 30 marzo 2014   | Italy F7, Santa Margherita di Pula                 | Terra rossa | Filippo Baldi     | Francesco Borgo Marco Speronello       | 6-3, 6-2         |
| 4. | 19 ottobre 2014 | Italy F36, Santa Margherita di Pula                | Terra rossa | Gianluca Naso     | Davide Della Tommasina Walter Trusendi | 3-6, 6-3, [10-8] |
| 5. | 16 luglio 2017  | Internazionali di Tennis Città di Perugia, Perugia | Terra rossa | Jonathan Eysseric | Nicolás Kicker Fabricio Neis           | 6-3, 6-3         |